# Confident (siège)
Pour les articles homonymes, voir Confident.
Le confident, appelé aussi conversation, vis-à-vis ou tête-à-tête, est un double fauteuil en forme de S permettant à deux personnes de discuter sans avoir à tourner la tête. Ce meuble est une invention du Second Empire.
Il peut aussi être triple, voire multiple, comportant alors plusieurs S associés ou alignés, on parle alors d’indiscret.

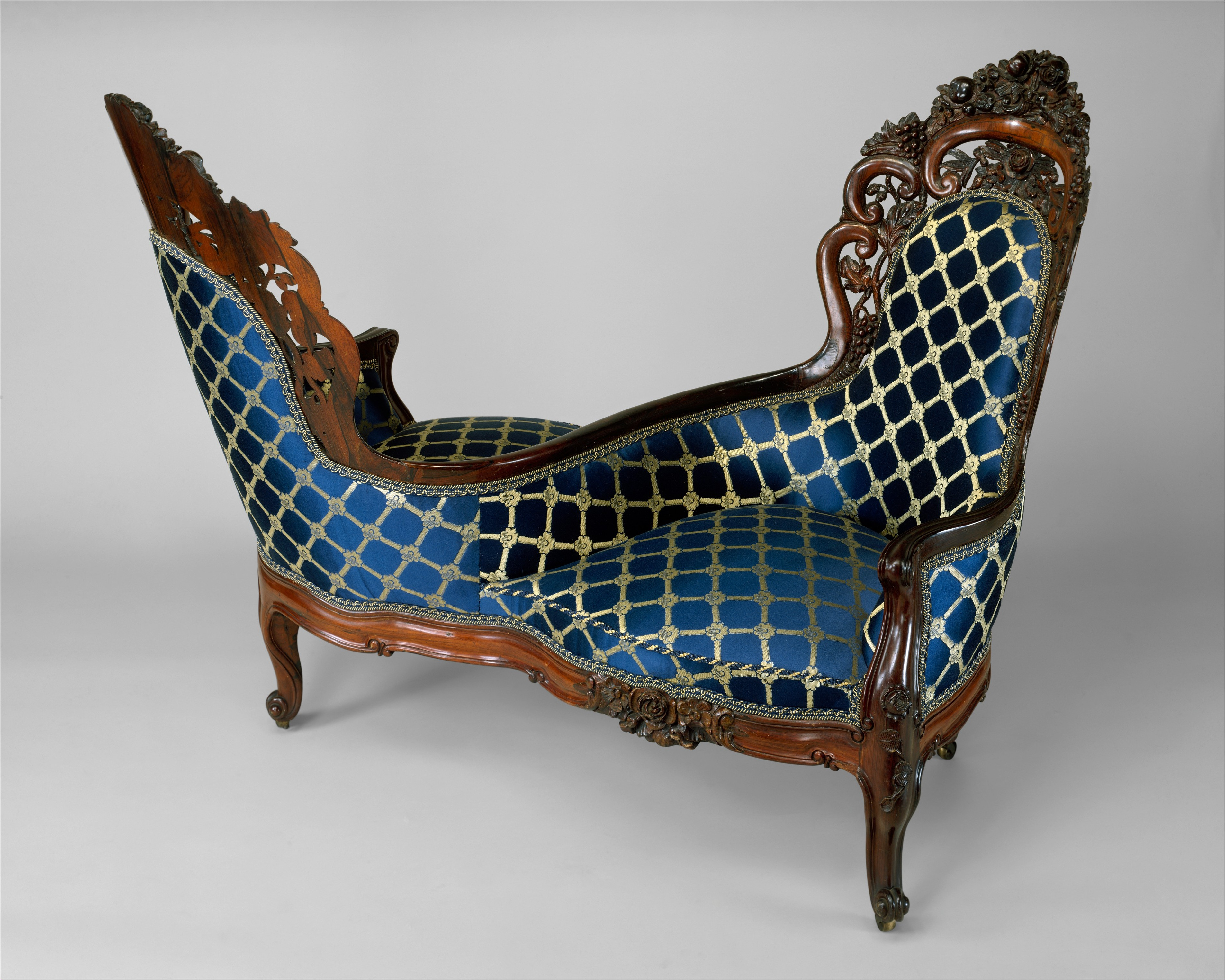
Tête-à-tête fabriqué à New York dans les années 1850
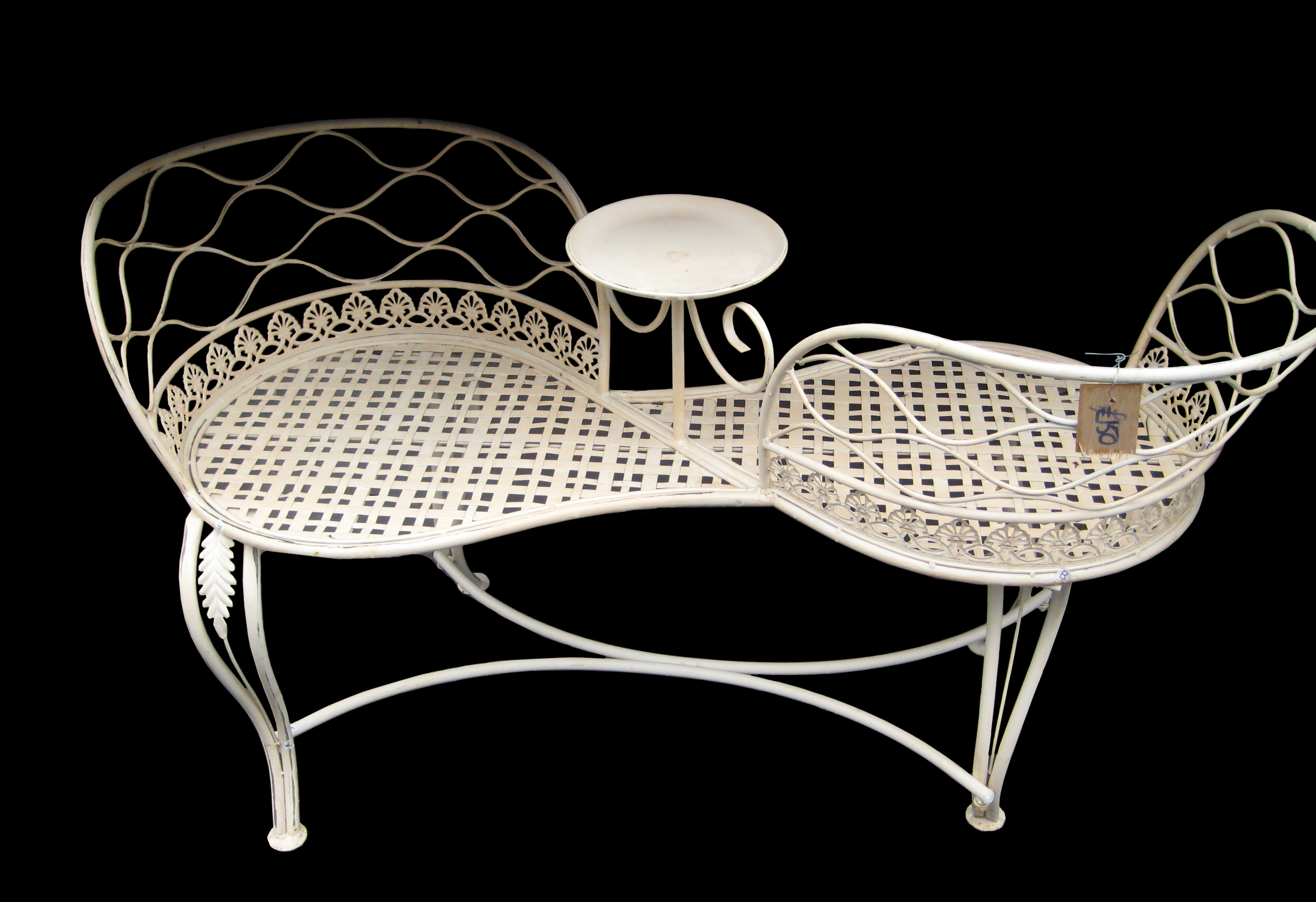
Confident de jardin
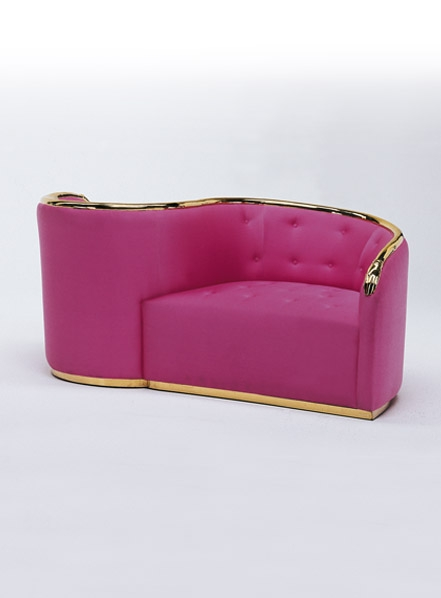
Sofa style dali

## Du Second Empire à aujourd'hui
Le confident est très à la mode sous le règne du dirigeant français Napoléon III. C'est un meuble typique des « boudoirs et antichambres du pouvoir ».
De nos jours le confident se réactualise, investissant les espaces d'accueil ou les bureaux. Des institutions et designers renommés proposent leur version, avec la même ambition de socialisation. Des sièges conçus par Philippe Nigro et co-édités depuis 2021 par le Mobilier national et le fabriquant de meubles Ligne Roset l’Hémicycle investissent la bibliothèque Richelieu, à Paris. En 2025, l'architecte français Jean Nouvel créé Tête-à-tête, dont la forme évoque un galet, pour la marque de mobilier Coalesse.